# Parc naturel Marismas d'Alba
Le parc naturel des Marismas d'Alba, du marais d'Alba ou de la Xunqueira d'Alba en galicien, est une zone humide naturelle de la ville de Pontevedra en Espagne, et l'un des rares marais dans la ria de Pontevedra. Il s'agit d'un parc utilisé comme lieu de promenade, de cyclisme et d'observation de la faune et de la flore. 

## Situation et accès
Le parc est situé à l'embouchure de la rivière Rons dans le fleuve Lérez - Ria de Pontevedra dans le sud de la paroisse civile d'Alba, à peu de mètres du secteur nord de la ville de Pontevedra. Il suffit de traverser le pont bowstring des Courants pour se retrouver à l'entrée du parc, rue Domingo Fontán. Il est bordé à l'est par le quartier A Santiña et le Camino portugués et à l'ouest par l' autoroute AP-9.

## Historique
Il n'y a eu aucune idée de projet d'utilisation du marais jusqu'à la fin des années 1970, lorsque, en raison du manque de terrains industriels dans la commune de Pontevedra, il a été décidé de l'assécher et de le transformer en zone industrielle. On avait pensé aussi à y construire un nouveau stade de football ou même un parc thématique.
Cependant, l'Association San Benito de la paroisse civile de Lérez, a revendiqué une partie du terrain comme  espace appartenant en commun aux habitants de Lérez, ce qui a sauvé cet espace d'une grande richesse naturelle de la destruction. En 1981, un tribunal de Pontevedra a ordonné l'arrêt des travaux de construction d'une zone industrielle et commerciale qui devait y être aménagée.  
Le marais d'Alba étant dans un état de dégradation important, le ministère de l'environnement espagnol a décidé de le récupérer. La réhabilitation du marais a été planifiée par le gouvernement socialiste de Felipe González et a été inaugurée en 2000, avec Mariano Rajoy comme vice-président du gouvernement espagnol.

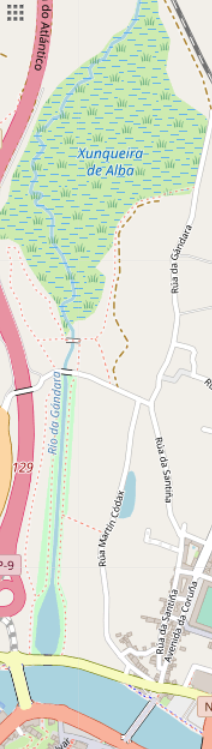
Carte du Parc naturel Marismas d'Alba

En 2001, la mairie de Pontevedra a pris en charge l'entretien du marais d'Alba. La mairie a procédé au nettoyage de la rivière, à l'élagage des arbres et à la récupération ou au remplacement des spécimens malades, à la tonte des prairies et à l'élimination sélective des mauvaises herbes, entre autres travaux.
Le parc naturel a été déclaré, en 2012, premier Espace naturel d'intérêt local (ENIL) de Galice.
Fin décembre 2021, a été présenté le projet d'extension du parc avec une forêt indigène de 17 000 mètres carrés en face de l'avenue Domingo Fontán, sur le site du parc de machineries lourdes et de l'imprimerie provinciaux de la Députation de Pontevedra, qui ont été démolis. Des espèces telles que le chêne pédonculé, le chêne-liège, le frêne noir, le noisetier, le saule fragile, l'arbousier, le saule roux, le houx et le laurier ont été plantées. Un sentier entre le chemin de la rivière Rons et ce nouvel espace vert ouvert a été aménagé, équipé d'un éclairage public et de mobilier urbain.

## Description
On peut distinguer trois espaces dans le parc : le marais, la zone de broussailles et la plaine boueuse à l'embouchure de la rivière Rons.  
La zone marécageuse du parc naturel reste soumise au flux des marées et ainsi, toutes les six heures, une partie de celle-ci passe d'être couverte par l'eau à être exposée.
Dans cet habitat, d'une grande importance paysagère et écologique, 17 arbres, 14 espèces d'arbustes, 4 plantes grimpantes et 80 plantes herbacées ont été inventoriées. Il y a plus de deux cents variétés de plantes et des arbres (dont des acacias, des orchidées, des chicorées, des saules, des eucalyptus, des peupliers, des frênes) et quelque soixante-dix espèces animales répertoriées. Il y a aussi beaucoup de joncs, d'où le nom galicien de xunqueira (jonchaie). Il y a en tout 115 espèces de flore différentes présentes dans le parc, telles que l'armérie maritime, le plantain maritime, le criste marine, le callitriches des marais ou la massette à larges feuilles.
C'est un environnement qui abrite une grande variété d'espèces naturelles, aussi bien des oiseaux que des animaux, tels que les oiseaux aquatiques, les papillons, les libellules, les amphibiens et les petits mammifères. Pour cette raison, le parc et le marais sont actuellement protégés. Il y a trois points de vue dans le parc pour observer les oiseaux dans leur habitat naturel.
Une étude réalisée entre le 14 avril et le 30 septembre 2020 a permis de détecter jusqu'à 73 espèces d'oiseaux différentes dans ce parc naturel, dont des aigrettes garzettes, des roitelets à triple bandeau,  des martins-pêcheurs d'Europe, des poules d'eau, des martinets pâles, des phragmites des joncs, des gobemouches noirs, des éperviers d'Europe, des ibis rouges ou des tourterelles des bois. Au total, 142 oiseaux ont été vus et répertoriés dans cet espace naturel,,.
À l'une des entrées du parc se trouve une "aire de jeux pour chiens" inaugurée en 2010, qui consiste en un grand enclos métallique où les chiens peuvent courir et jouer librement.

## Galerie d'images
|                      |
| Sentier de promenade |

|                            |
| Sentiers pour se promener. |

|              |
| Point de vue |

|                                   |
| Sentiers et panneau d'information |

|                                                     |
| Marais du parc et pont des Courants en arrière-plan |

|                      |
| Parc et pont en bois |

| |
| Sentier de promenade tout près du pont des courants et de la ville, à l'embouchure de la rivière Rons |

|                      |
| Sentier de promenade |

|                          |
| L'une des allées du parc |

|                  |
| Un autre sentier |

|                      |
| Marais à marée haute |

## Voir également